# Marshemoglobinurie
Marshemoglobinurie is het voorkomen van hemoglobine in de urine (~hemoglobinurie) na langdurig lopen of hardlopen. Het verschijnsel kan optreden bij atleten en soldaten die grote afstanden hebben gemarcheerd of hardgelopen, vooral met harde zolen op harde oppervlakken. Hierbij kan dan vrij hemoglobine in de urine kan worden aangetoond. Het wordt naar men aanneemt veroorzaakt doordat bloedcellen in haarvaten in de voetzolen stukgaan bij het lopen door mechanisch pletten. Dergelijke mechanische hemolyse kan ook voorkomen bij pletten van rode bloedcellen elders in het lichaam. Zo is het bekend dat ook motorcrossers, die constant schokken krijgen op de handwortels, een vergelijkbare hemoglobinurie kunnen vertonen.